# Cherry Kiss
Cherry Kiss, pseudonimo di Ivana Slavković (Niš, 31 dicembre 1992), è un'attrice pornografica serba.

## Biografia
Cherry Kiss, nome d'arte di Ivana Slavković, è nata nella città serba di Niš, nell'allora Jugoslavia, si è laureata in scienze infermieristiche, salvo poi finire il suo percorso di studi in economia. Nel 2011, all'età di 19 anni si è trasferita a Budapest in Ungheria per intraprendere la carriera di attrice nell'industria pornografica.
Tra il 2015 e il 2024 ha ricevuto alcune candidature sia agli XBIZ Awards che AVN Awards, tra cui in quella di miglior attrice straniera/internazionale dell'anno, dove in quest'ultima categoria è risultata essere la prima vincitrice serba della storia nel 2024.

## Riconoscimenti
AVN Awards
- 2024 – Female Foreign Performer of the Year[6]

XBIZ Europa Awards
- 2019 - Best Sex Scene - Gonzo per DP Bandits! con Angelo Godshack e Yanick Shaft[7]
- 2021 – Female Performer of the Year[8]